# Европейский музей хлеба
Европейский музей хлеба — музей в немецкой коммуне Эбергетцен (Нижняя Саксония), посвящённый более чем 8000-летней истории сельского хозяйства, связанного с выращиванием и переработкой зерна, производством хлеба. Музей был открыт в 2004 году.

## Музейный комплекс
Музейный комплекс расположен на участке земли площадью 2 гектара и включает в себя различные здания и сооружения, связанные с историей хлебного производства:
- здание музея (занимает двухэтажное здание с площадью экспозиций 800 м²)
- дендрарий
- средневековая башня
- каменная пекарня 1607 года постройки
- духовка каменного века, римская печь, средневековое зернохранилище (амбар)
- фруктовый сад, участки засеянные злаками, лечебными травами и пряностями
- ветряная мельница 1812 года
- гараж с сельскохозяйственной техникой
- водяная тирольская мельница 1600 года
- современная пекарня и кафе

## Экспозиция

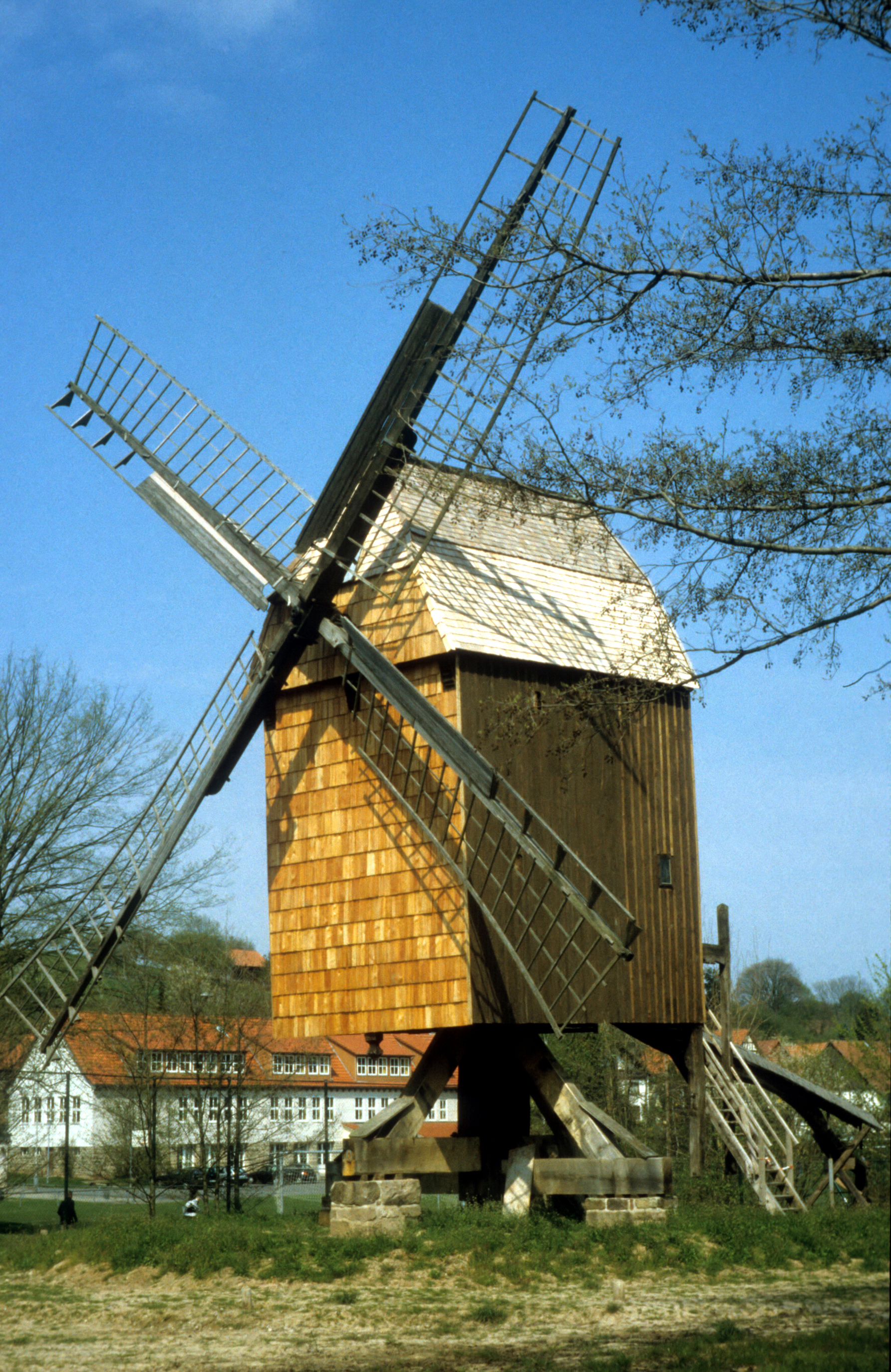
Ветряная мельница

Постоянная экспозиция музея «От зерна до хлеба» представляет собой культурно-историческую коллекцию по истории и развитию сельского хозяйства, переработки зерна и изготовлению хлеба. Она охватывает временной период с зарождения земледелия у древних людей до хлебопекарной промышленности в современную эпоху. Разделы выставки знакомят посетителей со следующими темами:
- история хлеба
- крупы и мука
- хлеб в религии
- хлеб в искусстве, культуре и обычаях
- нехватка продовольствия в мире

Музей располагает обширным собранием семенного материала со всего мира. В выставочных залах находятся предметы быта, посуда, упаковка, сельскохозяйственное оборудование, техника и механизмы, связанные с производством хлеба. Музей проводит насыщенную просветительскую и образовательную деятельность. Каждый год здесь проводятся десятки различных мероприятий: выставки, ярмарки, фестивали, культурные и обучающие программы.